# Suối Cảng
Suối Cảng là một con suối đổ ra Suối Tân. Suối có chiều dài 16 km và diện tích lưu vực là 67 km². Suối Cảng chảy qua các tỉnh Sơn La, Hoà Bình.